# 침령산성

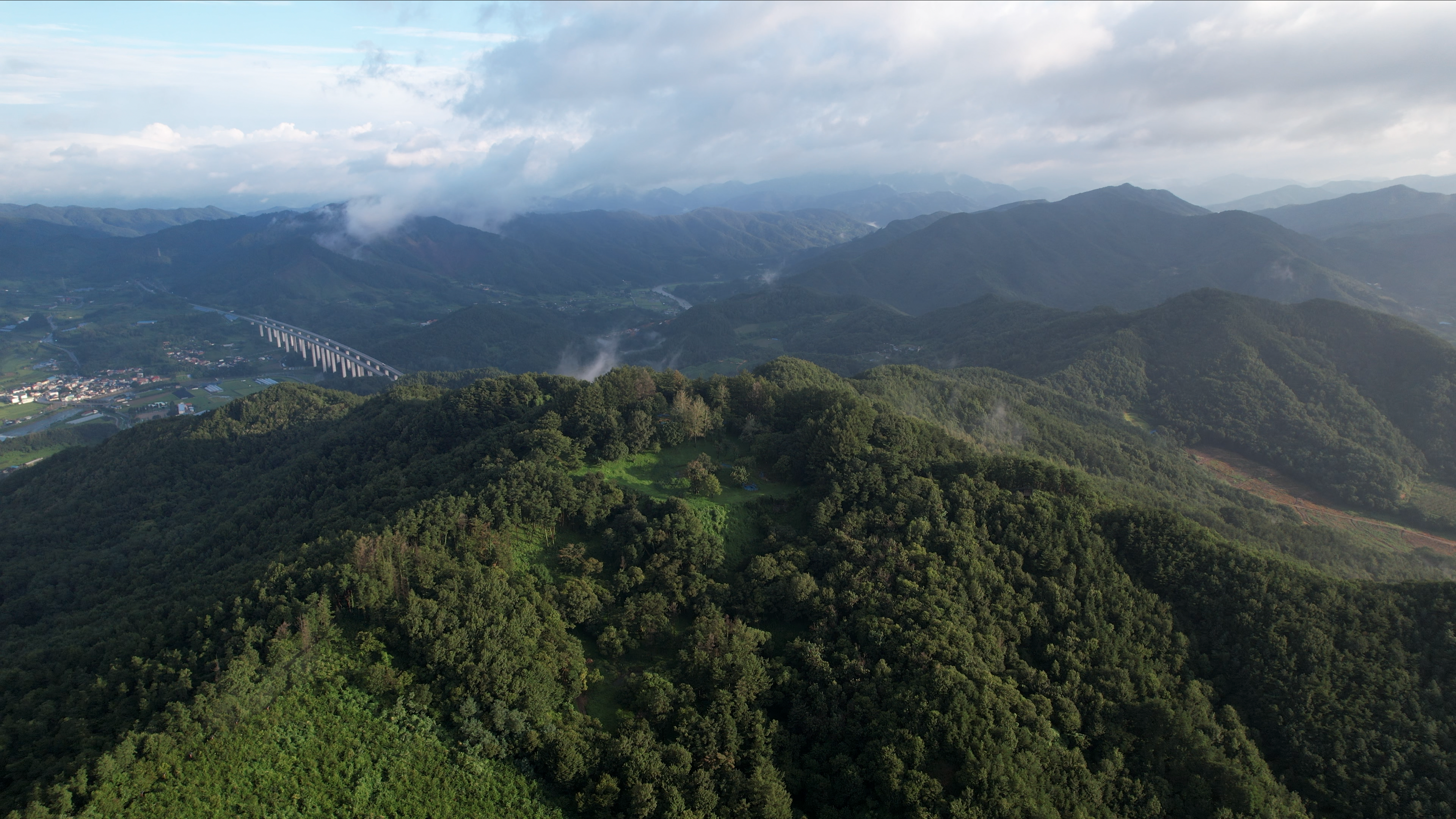
침령산성

침령산성(砧嶺山城)은 대한민국 전북특별자치도 장수군 계남면에 있는, 백제말에 신라와의 전투를 위해 쌓은 전방기지로 추정되는 산성이다. 2000년 12월 29일 전북특별자치도의 문화재자료 제176호로 지정되었다.

## 개요
이 산성은 백제말에 신라와의 전투를 위해 쌓은 전방기지로 추정되는 것으로서 오랜 세월이 흘러 성벽의 많은 부분이 붕괴된 상태이다. 『문헌비고』에 의하면 이미 폐성된 것으로 기록되어 있다.
이 산성은 두 봉우리와 그 중간부를 감싼 석성으로서 둘레는 500m 정도이다. 수구가 있는 동남쪽은 60m에 걸쳐 7.7m 정도의 석축이 남아 있으며, 드물게 수구 석벽에 암거까지 설치된 곳도 있다.
또한 남쪽 동·서 양단 모서리 부분에는 폭 4m 내외의 돌출된 대지가 설치되어 있어 치(雉)와 같은 시설로 추정되고 있다.

## 참고 자료
- 침령산성 - 국가유산청 국가유산포털